# بيل شتاين (لاعب كرة قدم أمريكية)
بيل شتاين (بالإنجليزية: Bill Stein)‏ هو لاعب كرة قدم أمريكية أمريكي، ولد في 28 مايو 1899 في تو هاربورس في الولايات المتحدة، وتوفي في 27 أغسطس 1983.

## وصلات خارجية
- بيل شتاين على موقع مرجع كرة القدم المحترفة.كوم (الإنجليزية)